# Lista de igrejas em Mogi Guaçu

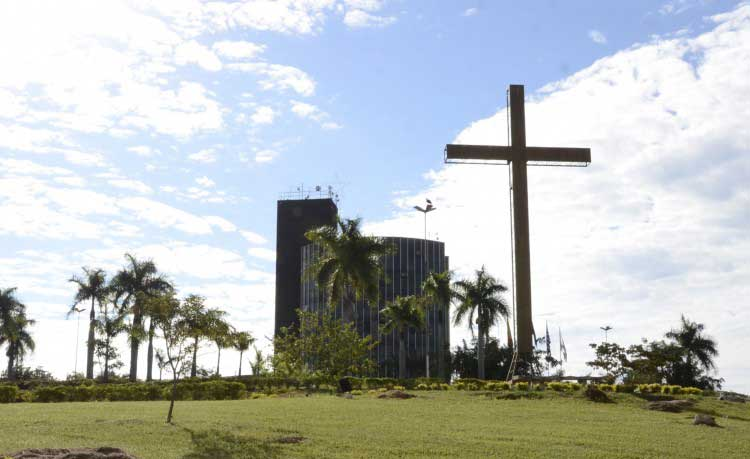
É marcante a presença majoritária cristã em Mogi Guaçu, tal como em todo o Brasil, refletindo-se na cultura popular, como a cruz presente em frente ao paço municipal da cidade.

Mogi Guaçu é uma cidade brasileira do estado de São Paulo, e conta com templos religiosos de diversas denominações.

## Perfil religioso
Religião em Mogi Guaçu (2010)
Tal como na maioria das cidades brasileiras, Mogi Guaçu é um município em que a maioria da população se declara católica, o que se reflete na maior parte dos costumes da população, e se mostra muito influente na sociedade em geral, ainda que nas últimas décadas houve grande crescimento das igrejas protestantes e testemunhas de Jeová.

## Igreja Católica
O município pertence à Diocese de São João da Boa Vista, sendo que a Matriz da Imaculada Conceição é a mais antiga do território diocesano, datada de 1740. Foi a segunda igreja do Brasil a ser dedicada à Imaculada Conceição. O município possui atualmente 18 paróquias. A lista dessas igrejas encontra-se abaixo.
A padroeira de Mogi Guaçu é a Imaculada Conceição, cuja comemoração, no dia 8 de dezembro, é feriado municipal.
| - Imaculada Conceição - Cristo Redentor - Espírito Santo - Frei Galvão - Mãe Rainha - Nossa Senhora de Fátima - Padre Longino - Sagrada Família | - Santa Isabel - São Francisco - São João Evangelista - São João Paulo I - São João Paulo II - São João XXIII - São José - São Judas Tadeu |

| - Santo Antônio - Santuário Santa Rita de Cássia |

| - Nossa Senhora Aparecida - Santo André - Santo Antônio Maria Claret - São Sebastião |

| - Santo André - Capela Jesus Misericordioso - Imaculada Conceição - Nossa Senhora Aparecida | - São José - São Pedro - São Sebastião |

| - São Judas Tadeu - Nossa Senhora Aparecida - Santa Marta - São João Paulo II - São José de Anchieta |

| - Nossa Senhora da Luz - Nossa Senhora Aparecida - Santa Maria Madalena - Santa Rita de Cássia - São Benedito - São José |

| - São Pedro Pescador - Nossa Senhora Aparecida (Pq.Cidade Nova) - Nossa Senhora Aparecida (Nova Louzã) - Nossa Senhora das Graças | - Nossa Senhora de Lourdes - Santa Helena - Santa Luzia - Santa Rita - Santo Antônio - São José |

| - Santa Teresinha do Menino Jesus - Mãe Rainha - Sagrado Coração de Jesus | - Santa Cecília - São Camilo de Lélis - São Pedro |

| - São José Operário - Menino Jesus - Nossa Senhora da Paz - Nossa Senhora Rosa Mística - Santa Luzia - Santa Maria Goretti - Santa Mônica | - São Benedito - São Frei Galvão - São João Paulo II - São Miguel Arcanjo - São Rafael Arcanjo - São Roque |

| - Santo Expedito - Nossa Senhora Aparecida - Nossa Senhora Desatadora dos Nós - Santa Luzia - São José - São Martinho - Ypê Amarelo (bairro ainda sem um padroeiro) |

| - Santa Teresa d'Ávila (igreja São Sebastião) - Nossa Senhora do Perpétuo Socorro - Santa Maria Goretti - São Francisco |

| - Nossa Senhora das Graças - Nossa Senhora do Carmo - Nossa Senhora de Lourdes - São Gabriel Arcanjo | - São João Batista - São José - São Judas Tadeu |

| - São João Batista - Nossa Senhora Aparecida - Nossa Senhora de Fátima (Lagoa dos Patos) - Nossa Senhora de Fátima (Oriçanga) - Santa Elisa - Santa Luzia | - Santo Antônio - São Benedito - São Expedito - São João Paulo II - São José - São Pedro - São Sebastião |

| - Santa Edwiges - Espírito Santo - Maria de Nazaré - Nossa Senhora Aparecida - Santa Cruz - São Francisco |

| - São Benedito - Nossa Senhora de Guadalupe - Santa Rosa de Lima - São José - São Luís Gonzaga |

| - Nossa Senhora do Perpétuo Socorro - Nossa Senhora Aparecida - Santa Clara - Santa Edwiges | - Santa Rita de Cássia - São Judas Tadeu - São Miguel Arcanjo |

## Igrejas protestantes
- Igreja de Cristo Pentecostal no Brasil
- Assembleia de Deus (aproximadamente 40 templos)
- Igreja Renovo Mogi Guaçu
- Igreja do Evangelho Quadrangular
- Igreja O Brasil para Cristo
- Igreja Missionária Jesus para as Nações
- Igreja Paz e Vida
- Igreja Batista
- Igreja Presbiteriana do Brasil (sede localizada no centro de cidade, mais três congregações)
- Igreja Pentecostal Deus é Amor
- Igreja Renascer em Cristo
- Igreja Mundial do Poder de Deus
- Igreja Internacional da Graça de Deus
- Igreja Deus é Fiel
- Igreja Universal do Reino de Deus
- Congregação Cristã no Brasil
- Igreja Fonte da Vida
- Comunidade Evangélica Filadélfia
- inúmeras outras igrejas protestantes

## Outras denominações cristãs
- Igreja Adventista do Sétimo Dia
- Salão do Reino das Testemunhas de Jeová
- Uma igreja de A Igreja de Jesus Cristo dos Santos dos Últimos Dias